# Cora Rónai
Cora Tausz Rónai (sinh ngày 31 tháng 7 năm 1953) là một nữ nhà văn, nhà báo và nhiếp ảnh gia người Brazil.

## Tiểu sử
Cora Rónai sinh ra ở Rio de Janeiro, là con gái của nhà văn gốc Hungary Paulo Rónai và kiến trúc sư và vận động viên bơi lội Nora Tausz Rónai. Cô bắt đầu sự nghiệp nhà báo ở Brasília, làm việc cho Jornal de Brasília, Correio Braziliense và là đại diện cho Folha de S. Paulo và Jornal do Brasil tại thủ đô của Brazil.
Năm 1980, cô trở lại Rio de Janeiro. Năm 1982, cô rời tạp chí Jornal do Brasil, đến nơi cô sẽ trở lại sau đó, để tập trung viết cho nhà hát và văn học thiếu nhi.
Một người đầu tiên sử dụng máy tính Ronai đã viết chuyên mục đầu tiên về điện toán cá nhân trên một tờ báo Brazil năm 1987, tại Jornal do Brasil. Cô cũng là nhà báo đầu tiên của Brazil có một blog, internETC.
Năm 2006, cô xuất bản cuốn sách Fala Foto, được làm hoàn toàn bằng những bức ảnh chụp từ điện thoại di động. Nó được lọt vào danh sách cho Prêmio Jabuti.
Rónai viết cho O Globo từ năm 1991, khi cô viết "Thông tin, v.v. " phần cho đến năm 2008. Hiện tại cô viết phần "Tecnologia", và cũng tại " Segundo Cadern o" (phần văn hóa và nghệ thuật của O Globo). Cô cũng là một nhà hoạt động vì quyền của động vật.